# Parapetalocephala testacea
Parapetalocephala testacea är en insektsart som beskrevs av Cai och Kuoh 1994. Parapetalocephala testacea ingår i släktet Parapetalocephala och familjen dvärgstritar. Inga underarter finns listade i Catalogue of Life.